# Pedro Caro y Sureda

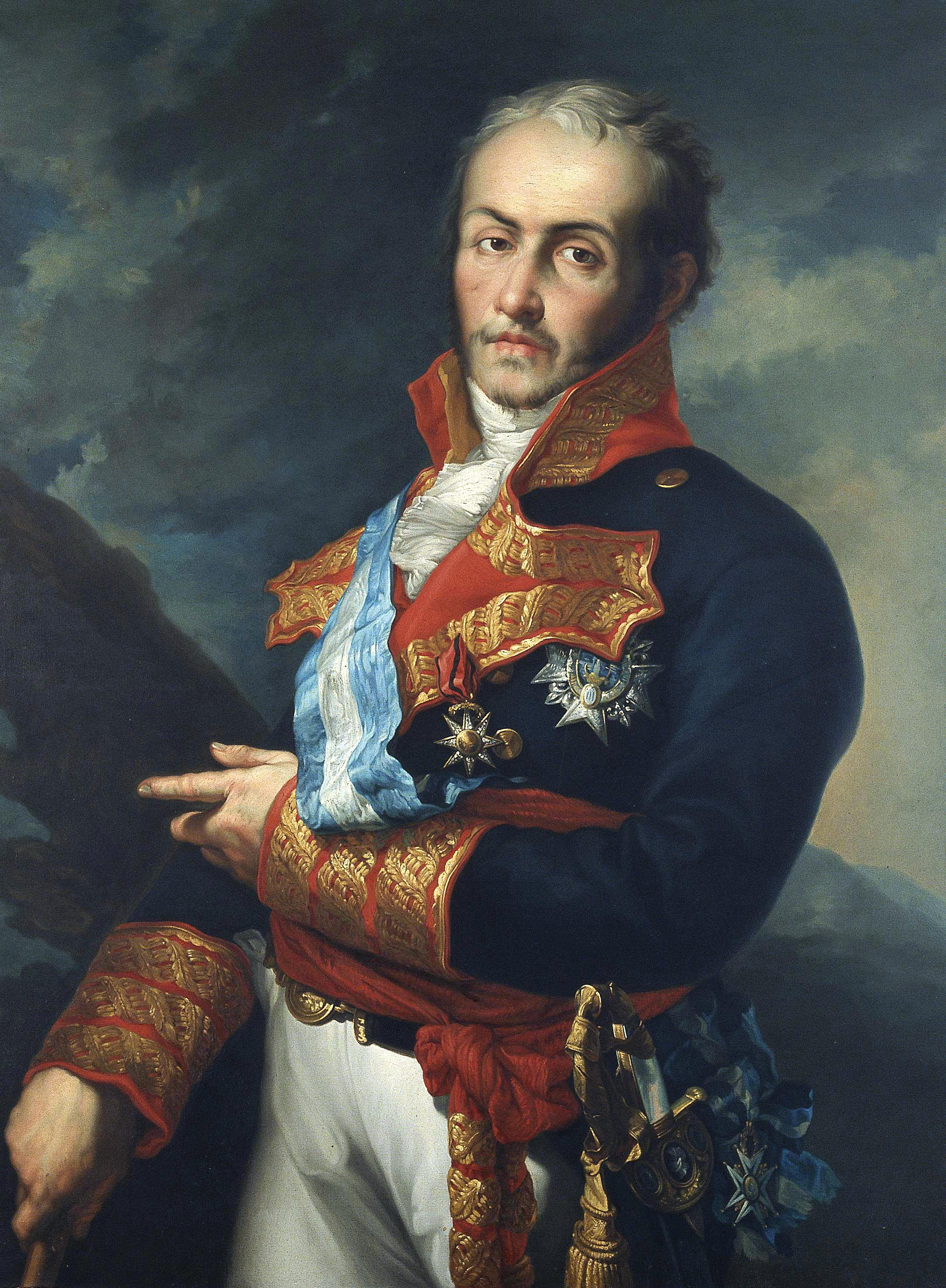
Pedro Caro y Sureda, markis de La Romana.

Pedro Caro y Sureda-Valero y Maza de Lizana, 3:e markis de La Romana, född den 2 oktober 1761 i Palma de Mallorca, död den 23 januari 1811 i Cartaxo, var en spansk markis och general.
Caro y Sureda utmärkte sig i striderna mot Frankrike 1793–1795. Han ställdes 1807 i spetsen för 15 000 man spanska hjälptrupper, som Napoleon I äskat i syfte att försvaga Spaniens här och som var ämnade att i förening med en fransk styrka under marskalk Bernadottes befäl angripa svenskarna. Caro y Sureda befann sig med sin kår på Fyn, då han fick underrättelse om de tilldragelser, som timat i Madrid den 2 juni 1808, och beslöt att söka stärka sitt hemlands stridskrafter mot Napoleon. Genom hemligt samförstånd med officerare på den engelska östersjöeskadern lyckades Caro y Sureda, utan att uppväcka misstankar hos Bernadotte, inskeppa sig med sina trupper och föra dem tillbaka till Spanien, där han verksamt deltog i striden mot fransmännen. År 1810 övertog han kommandot över den vid Guadiana stående spanska armén, förenade sig i Portugal med den engelska härstyrkan och försvarade, i förening med general Hill, vänstra Tajostranden mot marskalk Masséna, medan Wellington skyddade den högra.